# Incidente del Douglas DC-3 di Australian National Airways del 1948
L'incidente del Lutana del 1948 avvenne il 2 settembre 1948 vicino a Nundle, Nuovo Galles del Sud, Australia, quando il Lutana, un Douglas DC-3 operato dalla Australian National Airways, si schiantò su un terreno elevato in rotta da Brisbane a Sydney, uccidendo tutte le 13 persone a bordo. 
Un'inchiesta giudiziaria condotta da un giudice della Corte Suprema ha stabilito che l'incidente è stato causato da errori nell'apparecchiatura di radionavigazione utilizzata dal pilota per percorrere la rotta da Brisbane a Sydney.
Uno dei passeggeri era la prima donna eletta al Parlamento della Tasmania.

## Il volo
Il 2 settembre 1948, il Lutana partì dall'Aeroporto di Brisbane con un volo di linea per Sydney. 
A circa 280 miglia nautiche (520 km) a sud di Brisbane si schiantò contro un terreno in salita sulle pendici nord-occidentali della Great Dividing Range australiana, a causa di una posizione determinata erroneamente sulla base di errori nell'attrezzatura di navigazione su cui i piloti facevano affidamento per determinare una rotta sicura attraverso il terreno in salita.

## Inchiesta

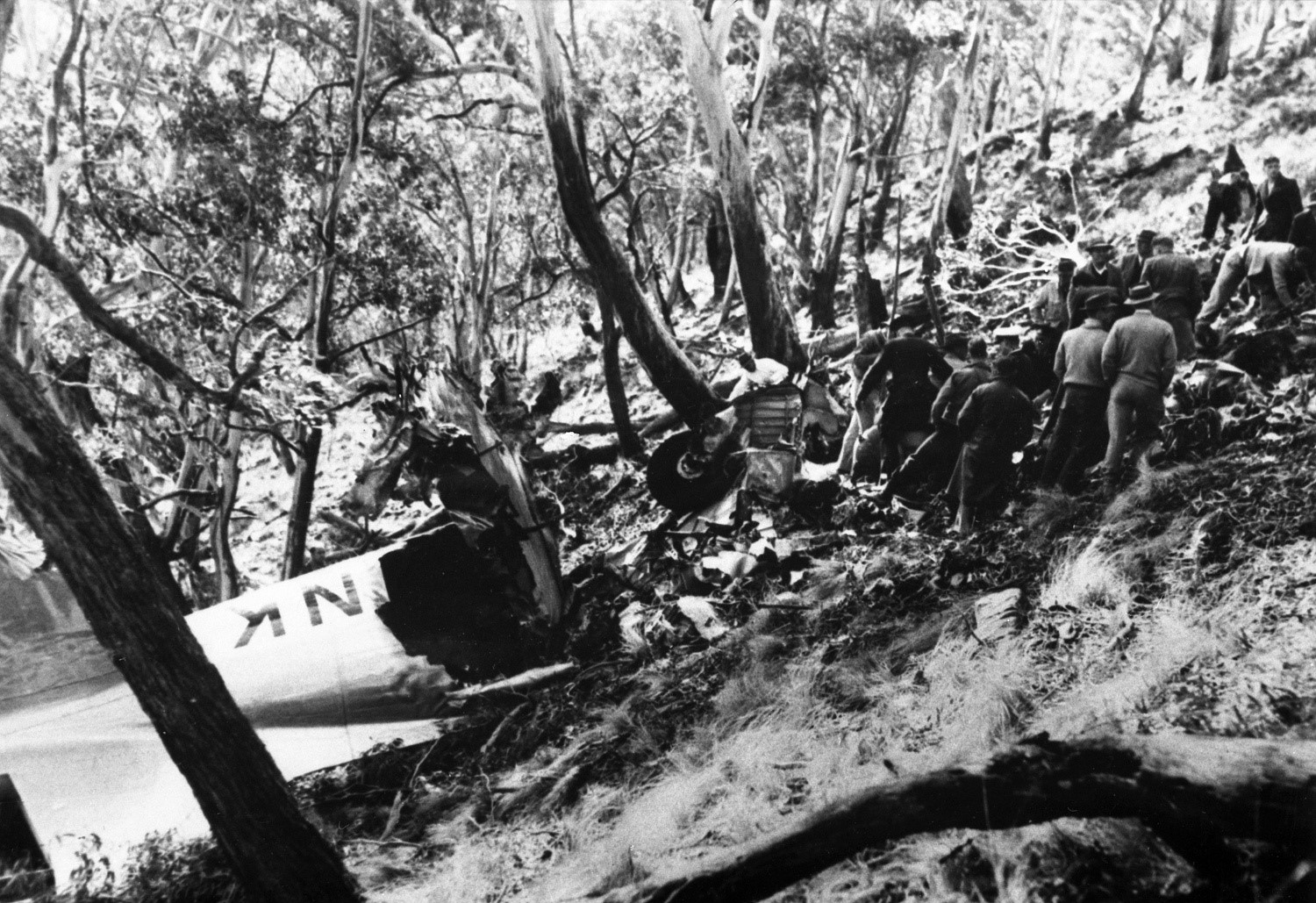
Il luogo dello schianto

Un'inchiesta aerea è stata condotta dal giudice William Simpson della Corte Suprema del Territorio della Capitale Australiana e da due assessori, E. J. Bowen, Sci. D, dottorato di ricerca; e il capitano L. M. Diprose, capo pilota della Associated Airlines, nominato dall'Australian Pilots Association.
Il rapporto dell'inchiesta, pubblicato il 17 novembre 1948, trovò che il pilota, il capitano JA Drummond, era un "pilota di abilità più che ordinarie" e portò a una riorganizzazione del sistema di controllo del traffico aereo del Dipartimento dell'aviazione civile. 
L'inchiesta ha rilevato che la probabile causa dell'incidente era un'interferenza con la bussola magnetica dell'aereo dovuta a una tempesta elettrica nelle vicinanze e un difetto temporaneo nei segnali di navigazione inviati dalla stazione radio a bassa frequenza di Kempsey, gestita dal governo, un importante aiuto alla navigazione per voli nella zona. L'indagine ha inoltre individuato errori e carenze nelle carte aeronautiche utilizzate per navigare nella zona montuosa.
L'allora ministro dell'Aeronautica australiano, Arthur Drakeford, si oppose ai risultati dell'indagine, affermando che la mancanza di prove definitive nel rapporto rendeva i suoi risultati "inconcludenti" e che l'affermazione secondo cui la stazione radio a bassa frequenza di Kempsey funzionava temporaneamente era "difficile da credere".